# Lens nigricans
Lens nigricans là một loài thực vật có hoa trong họ Đậu. Loài này được (M.Bieb.) Godr. miêu tả khoa học đầu tiên.